# Christina Åhrén
Lena Christina Åhrén, född 3 september i Fjällsjö församling, Jämtlands län, är en svensk samisk politiker.

## Biografi
Christina Åhrén föddes 1975 i Fjällsjö församling. Hon blev 2015 vägvisare (partiledare) för Min Geaidnu efter Olov Sikku.. Åhrén är sedan 2013 ledamot av Sametinget för Min Geaidnu.